# Lucho (Piura)
Lucho es un caserío peruano ubicado en el distrito de Huancabamba, perteneciente a la provincia homónima del departamento de Piura, al norte del Perú. 

## Ubicación
Lucho se ubica al noreste de la provincia de Huancabamba, en el distrito de Huancabamba, en el departamento de Piura.

## Demografía
En 2017 Lucho tenía una población de 203 habitantes.
| Gráfica de evolución demográfica de Lucho entre 1993 y 2017 |
|                                                             |
| Fuentes: Población 1993 y 2017                              |